# V8 Supercars

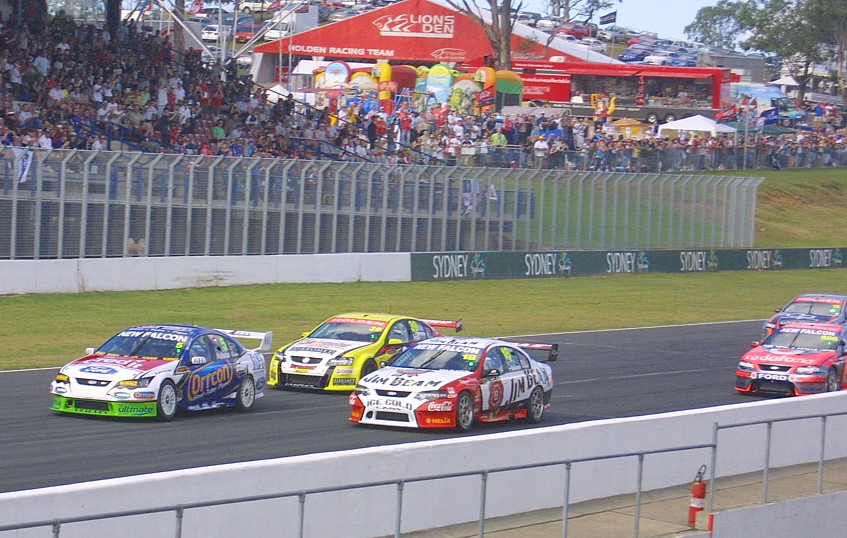

V8 Supercars (также V8 Supercars Australia, V8SCA, V8) — разновидность туринговых гонок. Это наиболее популярная серия в Австралии, равно как и в Новой Зеландии, а также её популярность в мире стабильно растет благодаря телевидению, там, где это позволяет. Серия обязана своим коммерческим успехом большому количеству участников и насыщенности событиями.
Этапы V8 Supercar проходят во всех австралийских штатах, а также в Новой Зеландии и Бахрейне. В 2005 был проведен этап в Китае на трассе Шанхай. V8 Supercars собирает более 250 тыс. зрителей на трибунах. Сезон 2007 состоит из 14 этапов, на различных специализированных и уличных трассах в вышеназванных странах. Формат гонок различается от спринтерских, когда проводится по три 150 км гонки за уикенд, до гонок на выносливость, таких как Батерст, когда проходится дистанция в 1000 км, или Сандаун, с дистанцией 500 км.
СуперКары V8 как таковые базируются на Ford Falcon и Holden Commodore, имеют некоторое сходство с серийными машинами, но серьёзно модифицированы для участия в гонках, хотя и под строгим надзором с целью сохранения возможности плотной борьбы и обеспечения насыщенных интересных гонок. Благодаря этому более 30 гонщиков квалифицируются не более чем в секунде на протяжении нескольких квалификационных кругов.
Исторически, Falcon и Commodore — наиболее популярные легковые автомобили на австралийском рынке. Конкуренция между ними и составляет основу действа.

## История
Австралийский Туринговый Чемпионат преобразовался в V8 Touring Cars (официально Группа 3А Туринговых Автомобилей) в 1993 (когда было лишь 13 машин в чемпионате), когда Холден и Форд стали двумя участниками серии. БМВ ненадолго осталась, несмотря на то, что Группа 3А не давала послаблений, но затем немецкая марка переключилась на конкурирующий чемпионат ATCC.
Категория была переименована в 'V8 Supercars' в 1997, когда управляющая компания IMG получила права на серию после ожесточенной битвы с CAMS и ARDC, и начала быстрое развитие чемпионата. Network Ten начали телевизионное освещение серии в тот же год, перехватив у Channel Seven. Позже была сформирована The Australian Vee Eight Supercar Company (AVESCO) для управления серией и позже выделилась из IMG в отдельную компанию. В 2005 имя сменилось на V8 Supercars Australia.
V8 Supercars Australia начинается такой эффектной городской гонкой, как Clipsal 500, выводящей австралийские туринговые гонки на мировой уровень. Было введено обозначение «V8 Supercar», а «Shell Australian Touring Car Championship» был сменен на «Shell Championship Series», а сейчас это «V8 Supercar Championship Series»

## Телевизионное освещение
V8 Supercars освещается Channel Seven, которому принадлежат права на трансляцию сезона 2007, полученные у Channel Ten, который освещал серию с 1997, когда он, в свою очередь получил их у нынешнего обладателя. Дело встало примерно в 120 млн австралийских долларов. Channel Seven выходит за пределы прямой трансляции, демонстрируя 25минутные обзоры во время уикендов, когда нет гонок.
Вещание по всей Новой Зеландии ведется Television One, которая также главным поставщиком сигнала для мировых пользователей во время новозеландских этапов. SPEED транслирует гонки в США.
- Австралия
  - Channel Seven
  - Telstra Bigpond Broadband (онлайн вещание)
- Международные
  - TV One
  - Eurosport
  - Channel Five UK
  - Motors TV
  - SPEED Channel
  - Neo Sports + India

Серия освещается в широкоэкранном формате с цифровым сигналом, 6 машин несут 4 и более on-board камеры. Что меньше чем в сезоне 2005, когда таких машин было 8. В сезоне 2008 число on-board камер увеличится до 7, кроме того, все остальные машины будут оснащаться камерами, работающими на жесткий диск, который будет изыматься после гонки и использоваться судьями для разбора инцидентов и телекомпаниями для составления обзоров.

## TEGA
Touring Car Entrants Group Australia (TEGA) является собственностью всех команд, и владеет половиной чемпионата V8 Supercars Australia. TEGA выставляет 4 представителей и техрегламент.
К разочарованию всех фанов, наблюдающих долгую, с 60х годов, битву Форда и Холдена, международные туринговые правила (от Группы А до СуперТуринга) создавали помехи австралийским Holden Commodore и Ford Falcon в начале 90х. Поэтому, были выпущены требования только для V8, на базе соглашений с Ford и Holden, для того чтобы избежать этого и защитить австралийские машины.
Nissan, доминировавший в начале 90х, со своим Turbo AWD Skyline GT-R волюнтаристски был исключен из серии, тогда как BMW (с её атмосферной M3) было позволено ненадолго остаться. Nissan поклялся больше никогда не участвовать в австралийском туринге, и вскоре прекратил своё производство в Австралии.
Со временем команды BMW были вынуждены создать новый Australian Super Touring Championship (ASTC), и в середине 90х этот чемпионат стал конкурировать с V8. Super Touring с его многими марками имел поддержку Australian Racing Drivers Club (ARDC) сенсационно 2 гонки Bathurst 1000s проводились в 1997 и 1998, одна для V8, а другая (поддерживаемая ARDC) для Super Touring. Но объем спонсорских вложений, мастерство водителей и внимание фанатов, оставались с наиболее популярной V8-серией в это время, приведя ASTC к коллапсу в 2002 как любительскую категорию.
Сейчас TEGA поставляет днищевые секции и головки блока цилиндров, как для Commodore, так и для Falcon, так что постройка существенно облегчается и упрощается, означая, что команда может участвовать в большем числе гонок, большим числом автомобилей, облегчая ремонт в случае повреждений.

## Технический регламент
Техтребования основаны на балансе между стремлением обеспечить техническое соперничество и создать быстрые автомобили с одной стороны и стремлением обеспечить доступность серии с другой. Машины весьма схожи с серийной продукцией. Последняя новинка «Project Blueprint» введена в начале сезона 2003 (когда оба производителя представили машины, обеспечивавшие равенство). Борьба между Holden и Ford стала плотной как никогда, был полностью исключен риск доминирования одного производителя.

### Корпус
В принципе каждый V8 Supercar базируется на текущей спецификации VE или ниже для Commodore, или BF Falcon, поступление нового Falcon Orion ожидается во второй половине 2008. Специально разработанный каркас безопасности из прочных материалов, другое отличие — расширенные колесные арки. Но несмотря на это, благодаря увеличенной колесной базе, VE Commodore позволяет использовать специально изготовленный корпус, включающий панели серийного автомобиля. На VE Commodore линия крыши ниже, чем обычно, а задние двери короче настолько, что крыша, задние двери и кормовая часть состоят из специально изготовленных панелей. Спецификации 2007, Commodore и Falcon имеют пластиковые передние крылья вместо стальных в целях снижения веса.

### Аэродинамика
Стандартный «аэродинамический пакет» спойлеров, крыльев, передних сплиттеров-рассекателей, и боковых юбок предлагается командам каждым производителем. Практика показывает, что каждый производитель, в принципе, предлагает схожие аэродинамические решения. При этом автомобили имеют примерно одинаковую скорость и низкую прижимную силу.

### Вес
Минимальный вес 1,355 кг(без водителя) с 80 кг(176 фунтов) на размещение пилота.

### Двигатель
СуперКары V8 имеют переднерасположенный двигатель и задний привод. Каждый автомобиль оснащается гоночным двигателем, либо 5.0L Ford «Windsor» SVO, либо Chevrolet Aurora (в зависимости от производителя), способными выдавать 460—485 кВт (620—650 л. с.), но обычно пишут, что немногим более 450 кВт (600 л. с.) в гоночном режиме. Двигатели нижневальные с толкающими штангами (pushrod actuated valves) с электронным впрыском. Двигатели и Ford и Holden созданы на базе гоночных двигателей, созданных материнскими американскими компаниями. Двигатели ограничены электроникой на уровне 7500 оборотов в минуту. Ресурс двигателя до переборки составляет около 2000 км, после чего требуется замена поршней.

### Общие компоненты
Дифференциалы, тормоза и КПП одинаковы на всех машинах серии. Используется 6-скоростная коробка Hollinger (австралийского производства), близкая к H-образной схеме. Главная пара используется весь сезон и имеет значения 1:3.75, 1:3.5, 1:3.25 и 1:3.15. Значение 1:3.15 введено в 2005 для гонки в Батерсте — автомобили смогли достигать 300 км/ч на прямой Кондор (гипотетически, еще ни разу не фиксировалось, хотя Jack Daniel’s Racing, впоследствии Castrol Racing, заявляли, что неоднократно фиксировали эту скорость в 2005). Теоретически максимальная скорость достигает 306 км/ч при 7500 оборотах в минуту. Все автомобили оснащены 75 литровыми топливными баками (за исключением гонок на выносливость Phillip Island и Bathurst, где все еще используются 120 литровые баки).

### Подвеска
Базовая конфигурация передней подвески — двойной рычаг (double wishbone) (обязательно для обоих производителей согласно Project Blueprint), тогда как задняя подвеска сделана как «живая ось» (live axle), с использованием 4 продольных шарниров и шарнира Watts для поперечной фиксации. Обе системы подвески схожи с таковыми на EL Falcon. Конструкция пружин и амортизаторов неограничена.

### Шины
Стандартные «контрольные» шины Данлоп предлагаются всем командам. В течение года ограничено число тестовых дней (6), как и число используемых покрышек. В течение гоночного уикенда команды ограничены в числе и типе резины на каждую гонку (спринт или длинные гонки).

### Цена
Сообщалось приблизительно о 600тыс. долларов за машину и 130тыс. за двигатель. Команды тратят до 10 млн австралийских долларов в год на содержание команды в 2 машины. TEGA ввела потолок затрат в 6,75 млн долларов, для уменьшения трат. Потолок затрат известен как Total Racing Expenditure Cap (TREC).

## Чемпионаты
Проводятся два чемпионата V8 Supercar. Первый и основной чемпионат «Первого уровня» именуется 'V8 Supercar Championship Series'. Чемпионат «Второго уровня» называется Dunlop V8 Supercars Series (ранее Fujitsu V8 Supercars Series), предназначенной для частников, участвовавших ранее в похожих гонках Первого уровня на последних позициях, прежде чем отколоться, тем не менее, команды Первого уровня используют команды Второго уровня для обкатки молодых гонщиков. Это единственный путь попасть в «основную игру», получить лицензию действующей команды (TEGA больше не участвует в процессе выдачи лицензий). Также в качестве серии поддержки проводится чемпионат V8 Utes, который, впрочем, не служит поставщиком новичков в более высокие серии.

### Гоночный регламент
V8 Supercar проводит гонки в различных форматах. Есть одно-, двух-, трех-гоночные этапы, с различным километражем, хронометражем и шинным регламентом. Большинство этапов строенные, первая гонка более короткая, а вторая и третья длинней, но равны при этом между собой.
Все спринтерские гонки имели длину 120 км, тогда как ранее их дистанция достигала 150 км. При этом гонщики были обязаны совершить пит-стоп для замены как минимум одного колеса в районе окна пит-стопов, наступавшем в районе второй трети дистанции.
Старт во второй гонке осуществлялся по результатам первой. В сезоне 2006, начиная со второго этапа, вводился порядок старта обратный финишу предыдущей гонки, что вызывало нарекания болельщиков, но главным образом, пилотов и механиков, которым приходилось восстанавливать машины, поврежденные в столкновениях при старте из задних рядов, поэтому в 2007 году в обратном порядке стартовали в третьей гонке. Затем правило реверсивного старта было отменено и в третьей гонке участники стартовали согласно суммарному результату первых двух гонок. При этом победитель выводился общий для всего этапа, им становился гонщик набравший больше всех очков, то есть этап рассматривался как одна большая гонка из трех сегментов.
В 2009 г. регламент вновь поменялся и вместо строенных этапов стали проводить сдвоенные, состоящие из отдельных гонок, старт в которых осуществлялся с фиксированных позиций, установленных в квалификации. Первая гонка проводится в субботу и имеет длину 100 либо 200 км, вторая — в воскресенье, её длина всегда 200 км. Правило обязательного пит-стопа отменено, но за время 100 км гонки гонщики вынуждены останавливаться как минимум один раз, а за время 200 км гонки — 2 раза.
- Квалификация.

Квалификация проводится в пятницу и проходит тремя сессиями в течение часа, в ходе которых последовательно отсеиваются по 10 самых медленных машин. С 2009 г. возвращено правило ShootOut, когда 10 лучших гонщиков проходили в последней части квалификации по 1 кругу, по результатам которого осуществлялась их расстановка на старте.
- Очковая система.

В 2007 действовала новая очковая система, присуждавшая очки первым пятнадцати гонщикам, по системе 24-20-17-15-13-12-11-10-9-8-6-5-4-3-2.
Гонки в Clipsal 500 оценивались в полтора раза выше, а длинные гонки Sandown 500 и Buthurst 1000 ценились втрое выше.
В связи с недовольством такой системой начисления очков в 2008 году она была вновь изменена и теперь очки присуждаются первым тридцати гонщикам, начиная со 100 очков победителю до 10 очков за 30-е место

## Центральные события
Bathurst 1000, Clipsal 500 и Sandown 500 — центральные события календаря V8 Supercar. В 2005 также был большой этап в Шанхае, но промоутер отказался от этой гонки в 2006.

### Clipsal 500
Clipsal 500 проводится в Аделаиде на укороченной версии бывшего кольца Гран-При. Гонка в центре города отличается праздничной атмосферой и ежегодно собирает более 200тыс. фанатов и знаменитостей. Две 250 км гонки проводятся в субботу и воскресенье, весьма удачный и устоявшийся формат. Это первая гонка, вошедшая в Зал Славы V8 Supercar и имеющая различные награды. Главный трофей дается по результатам второй гонки, а победитель этапа определяется по числу набранных в обеих гонках очках.

### Sandown 500
Sandown 500 — первая из двух гонок на выносливость в календаре серии, проводится в Sandown International Raceway. С момента её включения она расценивалась как «Младший Брат» Батерста, как вступление к «Великой Гонке». Вопреки расхожему мнению, статистика погоды более благоприятна, нежели у «Большого брата», как и на других трассах. Нынешнее официальное название Just Car Insurance 500, сменившее многолетнего спонсора Betta Electrical в 2007. Победа в Sandow500 и Bathurst1000 в один год дает т. н. «Корону Длинных Гонок».
С 2008 г. 500 км гонка проводится на трассе Philip Island, а с 2009 г. формат гонки состоит из трех гонок, из которых последняя проводится в воскресенье и собственно составляет 500 км, однако дает уже не утроенное, а удвоенное число очков — 200. В субботу проводятся две короткие квалификационные гонки, в которых участвуют все гонщики экипажей (один член экипажа в одной гонке, и другой — в другой), а за гонку дается половинный набор очков — начиная с 50.

### Bathurst 1000
Известная также как «Великая Гонка», Bathurst 1000 — традиционное 1000 км испытание для водителей, машин и команд, проводимое на Mount Panorama Circuit в Батерсте (Новый Южный Уэльс). Это главная гонка Австралии в течение десятилетий — существовала задолго до возникновения серии V8 Supercar. Она содержит 162 круга, по трассе с двумя длинными прямыми, контрастирующими с пилотажной секцией из быстрых слепых поворотов на вершине горы.
Раньше гонка была открыта для всех, у кого был автомобиль с омологацией и австралийская гоночная лицензия, будучи больше развлекательной. Результаты широко различались в зависимости от автомобиля, водительского таланта и гоночного бюджета, влиявших на итоговые позиции. В нынешнюю эру V8 на старт выходят только профессиональные команды.
С появлением сэфити-кара радикально изменился характер гонки. Но Батерст всегда будет более тактической гонкой, завязанной на стратегии питстопов (экономия топлива, резины и т. п.), водительском мастерстве и максимальной скорости.
В 2006 Bathurst 1000 стала волнующим событием для всех пилотов, команд, друзей и фанов одного из величайших водителей в истории гонки, 9-кратного победителя «Великой Гонки» Петера Брока (погибшего в Тарга Вест Ралли за месяц до этого).
Непереходящий Peter Brock Trophy был вручен победителю гонки Крейгу Лаундсу (с напарником Джейми Винкампом). Взволнованный Лаундс, бывший протеже Петера Брока, посвятил свою победу своему учителю, бывшему члену команды и отличному товарищу.

### Гранд Финал
С принятием формулы 'Blueprint' в 2003, AVESCO организовала специальный этап, завершающий сезон. Первоначально это был 13й этап чемпионата, проводимый в конце ноября на трассе Eastern Creek Raceway близ Сиднея. Его спонсором был VIP Petfoods и он назывался «Основное Событие». Этап был выигран Маркосом Эмброузом, став надлежащим окончанием его победного сезона-2003, но в центре внимания оказался напарник Маркоса Рассел Ингалл и его соперник из Holden Racing Team Марк Скайф со своими неспортивными разборками на трассе и за её пределами. В 2004 этап назывался 'Bigpond Grand Finale', вновь проходил на Eastern Creek — и вновь был выигран Маркосом Эмброузом. В 2005 действо было перенесено на Phillip Island Grand Prix Circuit и увенчало победу Рассела Ингалла в чемпионате. В 2006 этап проводился как 'Caterpillar Grand Finale'. Тодд Келли выиграл финал этап 2006 при противоречивых обстоятельствах, победив в первой и второй гонке и придя пятым в третьей. Его брат, Рик Келли, выиграл чемпионат после столкновения с другим претендентом Крейгом Лаундсом, за что получил штраф «проезд через питлейн». Столкновение вызвало повреждение рулевого управления на машине Лаундса, после чего Келли нужно было лишь закончить гонку для победы в чемпионате. Судьба чемпионата не была решена до тех пор, пока не было отказано в апелляции Лаундсу на следующий день.

### Выездные этапы
Растущая популярность серии позволяет задуматься и о выездных этапах, которые, правда, связаны с большими транспортными расходами. Хотя этап в Шанхае решено больше пока не проводить, этап в Бахрейне получил контракт на несколько лет, а руководство серии заявило о желании проведения городской гонки в Сингапуре, совместно с этапом Ф1. Однако развития эта идея не получила, ввиду конфликта коммерческих прав V8SCA и Ф1
- Этап V8 в Шанхае. Шанхайский этап V8 проводился в Китае на укороченной версии кольца Гран-при. В 2005, караван V8 впервые направился воздухом на заморский этап, выступив перед 70тыс. китайской аудиторией. Победителем первого этапа в Шанхае стал Тодд Келли (HRT)(188pt/192pt), второе место занял Стивен Ричардс (Castrol Perkins) (186pt/186pt) а 3 м был Пол Радисич (TKR) (170pt/180pt).

После проблем с определением точной даты этапа в 2006, организаторы V8 Supercar заявили, что разорвали контракт с промоутером шанхайского этапа в марте 2006. Несмотря на то, что сейчас возвращение этапа в Шанхае исключено, в дальнейшем гонки на этом кольце все же возможны.
- Этап в Бахрейне. В 2005 был заключен контракт о проведении этапа V8 Supercar на Bahrain International Circuit в столице Бахрейна Манаме начиная с 2006 и далее, на укороченной версии кольца Гран-при. Пилот Ford Performance Racing Джейсон Брайт стал Королём Пустыни 2006, выиграв первый этап 'Desert 400', придя впереди пилотов Holden Тодда Келли и Гарта Тандера.

## Команды V8 Supercar
- Dick Johnson Racing — Jim Beam Racing (Ford)

Чемпионы: 6, Победы Bathurst: 3
Старейшая команда V8 была создана Диком Джонсоном, выделившись из команды дилера Форда Брайана Бирта. Dick Johnson Racing (DJR) выдержала жестокое соревнование в командой Петера Брока Holden Dealer Team в 80е, и до 2001 регулярно выигрывала гонки. Сын Стивен Джонсон продолжил его дело, управляя наиболее известным Фордом серии — легендарным #17.
- Toll HSV Dealer Team (Holden)
- Holden Racing Team (Holden)

Чемпионы: 6, Победы в Bathurst: 4
Основана Holden в конце 80х совместно с Томом Уокиншоу (TWR) для обеспечения Holden Special Vehicles (спецпроекты Холдена). 'HRT' появилась когда империя Петера Брока Holden Dealer Team (HDT) ушла, после её коллапса. Поначалу HRT боролась с неудачами в течение нескольких лет, но в годы своего расцвета 1996—2002 команда взяла 6 чемпионатов.
- Stone Brothers Racing (Ford)

Чемпионы: 3, Победы в Bathurst: 1
Основана в 1996, когда Алан Джонс покинул Glenn Seton Racing и объединил силы с бывшими инженерами Dick Johnson Racing Россом и Джимом Стоунами для создания новой команды. Джоунс покинул команду через 2 сезона, когда братья Стоун выкупили его долю. Команда усилилась и доминировала в серии в 2003-05, когда Маркос Эмброуз выиграл в 2003 и 2004, а ветеран команды Рассел Ингалл взял титул в 2005. Эмброуз был сменен бывшим эндуранс-драйвером HRT Джеймсом Кортни.
- Ford Performance Racing nee: Glenn Seton Racing (Ford)

Чемпионы: 2
Гленн Сетон создал свою команду в 1989, используя Форды Сиерры. Сетон был протеже команды Ниссана, и получил их сигаретного спонсора. GSR была лучшей командой V8 Supercar в начале истории чемпионата и выигрывала титулы в 1993 и 1997. Форд перенёс своё внимание на 00 Motorsport в 2002, и GSR вернулась к формату одной машины на этот год, но затем была куплена Продрайвом и преобразована в «Ford Performance Racing» для продвижения тюнингованных дорожных Фалконов, построенных «Ford Performance Vehicles». Джейсон Брайт ушел после сезона 2006 чтобы возглавить собственную команду Fujitsu Racing team, и его сменил Стив Ричардс из Jack Daniel’s Racing. Марк Винтерботтом рассчитывает побороться за титул после 3-го места в 2006.
- Jack Daniel’s Racing (Holden)

Победы в Bathurst: 3
Бывший пилот Ф1 Ларри Перкинс долго ассоциируется с Австралийским Кузовным Чемпионатом. Его команда трижды побеждала в Батерсте, хотя победы чемпионате часто ускользали в эпоху V8 Supercar, и команда занимала второе место. Команда получила новые возможности с новым титульным спонсором Джеком Дэниелсом. Команда испытывает большие перемены с уходом Пола Дамбрелла, а также Грега Мёрфи, ушедшего в Tasman Motorsport и Стива Ричардса, ушедшего в Ford Performance Racing. Официально объявлено, что сын Ларри Перкинса Джек и его напарник из младшей серии Шейн Прайс будут выступать в сезоне 2007.
- Tasman Motorsport (Holden)

Созданная бывшим пилотом V8 Кевином Мёрфи, отцом Грега Мёрфи, совместно со Стивом Ридом и Тревором Эшби, владельцами частной команды (Lansvale Racing Team). Команда вышла на старт двумя машинами в 2005, что помогло ей в налаживании своих дел. Tasman привлекла инженера Рона Харропа, с его бизнесом, в попытке утвердиться как одной из ведущих сил V8 и заявили о себе, придя третьим в Sandown 500 и едва не выиграв Bathurst 1000. В 2005 главный спонсор Dodo оставил команду чтобы присоединиться к Holden Racing Team. Бывший пилот Team Kiwi Racing, Джейсон Ричардс выступает за команду вместе с недавно объявленным Грегом Мёрфи, который поведёт вторую машину после ужасного сезона в Paul Weel Racing. Tasman объявили Марка Носке и Джея Вердника вторыми пилотами на длинных гонках.
- Garry Rogers Motorsport (Holden)

Побед в Bathurst: 1
Гарри Роджерс начинал как частник в конце 70-х на Холден Торана. Распускавшаяся и восстанавливающаяся в 80-е на протяжении более 10 лет команда выступала в различных категориях: NASCAR, AUSCAR, Серийные Автомобили и СуперТуринг. Его команда в V8 Supercar, выступающая на Холденах, появилась в 1996 и в 2000 смогла бороться за чемпионат с Гартом Тандером, а также победила в Батерсте в этом году.
- SuperCheap Auto/PWR Racing (Holden)

Нынешняя команда PWR Racing была создана в 2003 после того как Kees Weel из Куинсленда, использующая Форды, перебралась в Викторию и стала использовать Холдены, на базе мощной Holden Motorsport (Holden Racing Team). Поначалу команда называлась «Team Brock» в честь Петера Брока, но это длилось не более сезона, после чего команда стала называться «PWR Racing». Команда едва не выиграла сезон 2004 с Джейсоном Брайтом, но после неудачной атаки Рика Келли в Серферз Парадайз Брайт крепко приложился к стене. PWR Racing сманила звезду Холденов Грега Мёрфи на сезон 2005, сменила имя на Super Cheap Auto Racing, получила двигатели Perkins Engineering, после нескольких сезонов с Walkinshaw Engineering, а также нового титульного спонсора, Super Cheap Auto, ушедших от Форд и Steve Ellery Racing. Также был подписан бывший пилот Garry Roger’s Motorsport Кэмерон МакКонвилл на 2006, сменивший Пола Вила, который сосредоточился на бизнесе PWR Performance. Вил и пилот Fujitsu series Натан Претти станут вторыми пилотами в длинных гонках. Пол Дамбрелл сменил Грега Мёрфи, ушедшего в Tasman Motorsport.
- Triple Eight Race Engineering (V8 Supercars) (Ford)
- Brad Jones Racing/Team BOC (Ford)

Команда Брэда Джонса Brad Jones Racing (BJR), базирующаяся в Албари и управляющаяся его братом Кимом Джонсом, пришла в V8 Supercar Series в 2000 после покупки старой лицензии Тони Лонгхёрста. BJR ранее уже выступала Australian Super Touring Championship с Ауди, и неоднократно побеждала в Супер Туринге и AUSCAR. Главный козырь команды тактическая сметка тим-менеджера Кима Джонса, и настройки машины, производимые ветераном Джоном Боуи, победителем сезона 1995. В 2005 BJR была приобретена газовым гигантом, BOC и была переименована в Team BOC. Они начали сезон 2006 обновленными после разочаровывающего сезона 2005, в новой раскраске. Джон Боуи покинул команду после сезона 2006, уйдя в команду Paul Cruickshank Racing, его сменил племянник Джона Эндрю Джонс, управляющий второй машиной BJR. Перед этапом в Винтоне, Брэд Джонс уступил своё место Симону Уиллсу, для подготовки к сезону 2007.
- WPS Racing (Ford)

WPS Racing была создана в 2004 из команды 00/Gibson Motorsport бизнесменом Крейгом Гором, также участвующим в финансировании и управлении чампкаровской команды Team Australia. В 2006 команда была приобретена группой Larkham Motor Sport, после чего Марк Лархэм и несколько старших членом его команды вошли в её состав, наряду с главным пилотом Джейсоном Баргванной. Второй машиной WPS управляет бразилец Макс Уилсон. Пилоты сезона 2005 Крейг Бэрд и Дэвид Беснард возвращаются для участия в длинных гонках.
- Team Kiwi Racing (Ford)

Team Kiwi Racing создана в конце 2000 с целью представления Новой Зеландии в чемпионате и строилась вокруг Джейсона Ричардса в течение нескольких лет. После того как тот её покинул Крейг Бэрд выступал за команду в течение сезона, уступив затем место Полу Радисичу. Гонщик Кубка Каррера Фабьен Култхард является вторым пилотом на длинных гонках. На гонке в Батхерсте Радисич был выбит из числа лидеров проблемами с резиной. Радисича освободили после того как маршалы срезали крышу с его машины. Радисич повредил грудину и лодыжку, а автомобиль был списан. TKR была вынуждена выставить свой автомобиль 2004 года (который в начале года выступал под #39 с Эллери, Култхардом и Гурром за рулем) и привлечь своего бывшего гонщика Крейга Бэрда и гонщика Fujitsu Series Криса Питера. Команда сменила Холдены на Форды в 2007 и заключила договор с Ford Performance Racing и Prodrive. После 4 этапа в Винтоне Радисич, TKR и FPR разошлись и TKR была вынуждена пропустить следующие 3 этапа. Пока не было подписано соглашение с SBR и новым пилотом, 18-летним Шейном ван Гисбергеном.
- Team Sirromet Wines (Holden)

Paul Morris Motorsport первоначально были командой Формулы Форд в 1990 и затем долго работали в БМВ в 90х, выиграв титулы в СуперТуринге. Придя в V8Supercar в 2000, PMM выставили вторую машину в 2006, со Стивом Эллери, Аланом Гурром и Фабтеном Култхардом, которых на последние 3 этапа сменили Шейн Прайс и Джек Перкинс. (По соглашению между Jack Daniels Racing и PMM об использовании машины Перкинс для замены машины #39, отданной в аренду Team Kiwi Racing.) В 2007, PMM еще раз выступит двумя машинами — Пол Моррис поедет на VE Commodore, тогда как Фабьен Култхард проведен свой первый полный сезон в V8 Supercars на старом VZ.
- Britek Motorsport/Fujitsu Racing (Ford)

Основанная в 2005 бывшим гонщиком Ford Performance Racing Джейсоном Брайтом, Britek в течение своего дебютного сезона боролась с ограничениями на тесты, и их второй автомобиль выступал лишь часть сезона. Команда сильно выступила в Батерсте, но в 2006 был кошмарный сезон без результатов. Новую надежду наряду с Джейсоном Брайтом принес и молодой пилот Алан Гурр, пришедший на сезон. Вторые пилоты в Батерсте-2006, Уоррен Лафф и Адам Макроу еще раз выступят за команду в Сандауне и Батерсте.
- Rod Nash Racing (Holden)

Род Нэш был частником в конце 90-х, и получил лицензию Второго Уровня, когда началось лицензирование участников. За Нэша выступали, к примеру, Тони Лонгхёрст, Кэмерон МакКонвилл и Алекс Дэвисон, а сезон 2006 был хаотичным, но необходимым. Наилучшим результатом было место в топ-10 на гонке в Батхерсте с Тони Лонгхёрстом, легендой АТСС. Autobarn Racing будет снова выступать одной машиной (старая спецификация VZ Commdore) с вернувшимся Стивом Оуэном на протяжении большей части сезона. Но для хороших финишей необязательно иметь большую команду и Оуэн пришел в топ-10 на 4 этапе в Винтоне.
- Paul Cruickshank Racing (Ford)

До прихода в чемпионат в 2006 Крикшэнк выставлял несколько машин в сериях поддержки и Австралийском Кубке Порше с начала десятилетия, когда было создана его команда. Опытный Джон Боуи пришел в PCR на сезон 2007, сменив Маркуса Маршала. Боуи сравнялся рекордом Петера Брока по числу стартов, выйдя на старт Сандаун 500 в 2007.
Ушедшие команды
- Holden Dealer Team
- Gibson Motorsport
- Team Dynamik

Знаковые фигуры чемпионата:
- Петер Брок (26.2.1945-8.9.2006), 3-кратный чемпион, 9-кратный победитель Bathurst обладатель рекордов в 6 поулов и максимального отрыва от второго места в 6 кругов, 9-кратный победитель Sandown 500. Также в его честь организован Peter Brock Trophy.
- Марк Скайф, владелец команды, 5-кратный чемпион, 5-кратный победитель Bathurst, победитель наибольшего числа этапов (38).
- Джим Ричардс, 4-кратный чемпион, 7-кратный победитель Bathurst.
- Дик Джонсон, владелец команды, 5-кратный чемпион, 3-кратный победитель Bathurst.
- Крейг Лаундс, 3-кратный чемпион(самый молодой чемпион), 2-кратный победитель Bathurst.
- Рик Келли, победитель серии, 2-кратный победитель Bathurst, самый молодой победитель Bathurst.
- Гленн Сетон, 2-кратный чемпион.
- Маркос Эмброуз, 2-кратный чемпион.
- Рассел Ингалл, победитель серии, 2-кратный победитель Bathurst.
- Джон Боуи, победитель серии, 2-кратный победитель Bathurst.
- Грег Мёрфи, 4-кратный победитель Bathurst, 2-й в классе в ЛеМане96 с Биллом Фармером.
- Ларри Перкинс, владелец команды, 6-кратный победитель Bathurst.
- Стивен Ричардс, 2-кратный победитель Bathurst.
- Джейсон Брайт, владелец команды, победитель Bathurst.
- Гарт Тандер, победитель Bathurst.
- Тодд Келли, победитель Bathurst.

## Гранд Финал 2006
Последняя гонка сезона 2006 была возможно одной из самых противоречивых в истории чемпионата. Перед началом гонки Крейг Лаундс из Triple Eight Racing и Рик Келли из Toll HSV были равны по очками и возможности выиграть чемпионат. Много противоречий накопилось к этой гонке. Был призыв к блокировке со стороны «неофициального напарника» Марка Скайфа, в расчете что владелец Holden Racing Team поможет Келли блокировкой его соперника по ходу гонки. Это вскрылось после инцидента между соискателями титула. На входе в шпильку поворота 4 Рик Келли «промазал» точку торможения и имел легкий контакт с правым задним крылом Фэлкона Крейга Лаундса. Контакт вызвал потерю управления водителем Форда, который в скольжении пересек траекторию лидера Тодда Келли (брата Рика) и столкнулся с Уиллом Дэвисоном, что повредило переднюю правую покрышку. Несмотря на намерение закончить гонку, повреждение привело к большому число питстопов, похоронивших все шансы на титул (Лаундс пришел с 5 кругами отставания). Келли получил штраф «проезд через питлейн», но контакта оказалось достаточно, чтобы сделать его чемпионом V8 Supercars.
Многие фаны отказались признать Келли победителем сезона 2006, заявляя, что он столкнулся с Лаундсом, следуя указаниям своего гоночного инженера «Обгони или выбей».